# Solastalgie
Ne doit pas être confondu avec Éco-anxiété.
La solastalgie est une forme de souffrance et de détresse psychique ou existentielle causée par la conscience des changements environnementaux en cours, en particulier ceux concernant la destruction des paysages, des écosystèmes et de la biodiversité et, par extension, le réchauffement climatique.
Elle se rapproche en cela de l'éco-anxiété, mais en diffère par un ancrage temporel fort, dans le présent par rapport au passé, par l'expérience directe de la perte, parfois décrite comme un travail de deuil du futur qu'on aurait aimé avoir.

## Origine du concept
Le mot solastalgie est créé en 2003 par un philosophe australien de l'environnement, Glenn Albrecht. 
Il s'applique à certains liens entre la santé humaine et la santé environnementale (santé des écosystèmes y compris), en particulier à travers « les effets cumulatifs des changements climatiques et environnementaux sur la santé mentale, émotionnelle et spirituelle. »
Bien que ces concepts soient tous deux liés à la prise de la conscience des menaces environnementales, on distingue la solastalgie de l'écoanxiété. L'écoanxiété est une anxiété plus ou moins chronique, liée à la dégradation rapide de l'environnement, souvent au dérèglement climatique. C'est une réaction émotionnelle normale mais intense, qui peut être amplifiée par le constat de déni, de réactions très insuffisantes, voire — sur certains sujets — d'inaction collective face à la dégradation rapide de la biosphère et/ou aux émissions de gaz à effet de serre chaque année un peu plus élevées à échelle mondiale.
La solastalgie, quant à elle, est une détresse psychologique, une souffrance morale profonde, généralement accompagnée d'un sentiment d'empathie avec une Nature perçue comme en train d'irréversiblement se dégrader, et d'un sentiment de devoir faire le « deuil » d'un environnement perçu comme perdu pour longtemps ou pour toujours. Glenn Albrecht, premier auteur du concept, définit la solastalgie en lui donnant une dimension temporelle et spatiale : c'est selon lui une détresse psychique vécue au présent, provoquée par la dégradation de l’environnement familier sans que l’on ait quitté le lieu de cet environnement. Il l’a décrite comme « la douleur ou la détresse causée par une absence continue de consolation et par le sentiment de désolation provoqué par l’état actuel de son environnement proche et de son territoire ».
La nostalgie est orientée vers le passé : vers un passé réel et parfois vers un passé plus ou moins imaginé ou mythifié (« âge d'or »). Elle peut être métaphoriquement comparée à un regret du passé (éventuellement associé à un stress post-traumatique) et source d'une angoisse quant à un avenir qui apparait difficile voire impossible. Au contraire, la solastalgie est tournée vers le futur ; elle serait un profond regret de futurs possibles qui n'adviendront pas du fait du caractère non durable d'un développement humain fondé sur la surexploitation des ressources naturelles et la destruction de l'environnement.
Différents auteurs ont accordé à l'écoanxiété et à la solastalgie a une dimension de stress pré-traumatique. Les changements (potentiellement cataclysmiques, durables et d'ampleur planétaire si rien n'est fait à la mesure du problème) sont déjà en cours, et pour partie définitifs ; pour Vaishnavi Bhamidi (2019), ils sont tels que « le degré de traumatisme psychologique auquel un phénomène aussi répandu que le changement climatique peut donner lieu est sans précédent ».
La médecin Alice Desbiolles décrit la solastalgie comme « l'expression du lien qui existe entre la détresse des écosystèmes et la détresse psychologique, quand la première engendre la seconde, ».
Selon Baptiste Morizot, la solastalgie fait partie des « signaux faibles » qui intéressent les prospectivistes. « Nous ne sommes plus « chez nous » » semble penser un nombre croissant d'êtres humains qui ne reconnaissent plus « leur » ou « la » planète, notamment parce que « le climat qui préside à toutes les dynamiques écologiques est perturbé ».

Selon une étude parue en 2019, 

« compte tenu de la rapidité et de l'ampleur des changements climatiques ainsi que de la perte de biodiversité, de la pollution, de la déforestation, de l'extraction débridée de ressources et d'autres problèmes environnementaux, de plus en plus de personnes seront confrontées à la solastalgie. »

## Étymologie
Le mot anglais solastalgia est un néologisme inventé en 2003 par le philosophe australien de l'environnement Glenn Albrecht, qui publie un premier article consacré à cette notion en 2005.
C'est une combinaison de deux mots :
1. le nom latin sōlācium (consolation, réconfort) ou le verbe sōlor, sōlārī, qui désignent l'atténuation d'une détresse ou le fait d'apporter un réconfort, une consolation face à des événements pénibles[9] ;
2. le suffixe -stalgia, tiré du nom nostalgie par coupure non étymologique (dans lequel le nom grec -algia évoque la douleur physique, la maladie ou, dans le cas présent, la douleur morale).

Selon E.P. Richards (2018), le concept a été construit par Glenn Albrecht pour servir de référence fantôme[réf. nécessaire] ou pour offrir une similitude structurelle avec le concept de nostalgie, ce qui fait qu'une référence de lieu lui est incorporée. La solastalgie serait donc la douleur morale (voire une maladie nouvelle) causée par la perte (avec manque de réconfort et sentiment d'isolement) liée à l'état actuel d'un habitat naturel et de lieu ou territoires de vie... C'est aussi la douleur ressentie lorsqu'on prend conscience que l'endroit où l'on réside et/ou qu'on aime est dégradé (irrémédiablement ou pour très longtemps aux échelles humaines de temps). La solastalgie a donc quelque chose à voir avec un mal du pays notamment projeté vers le futur.

## Recherche, histoire et développement du concept

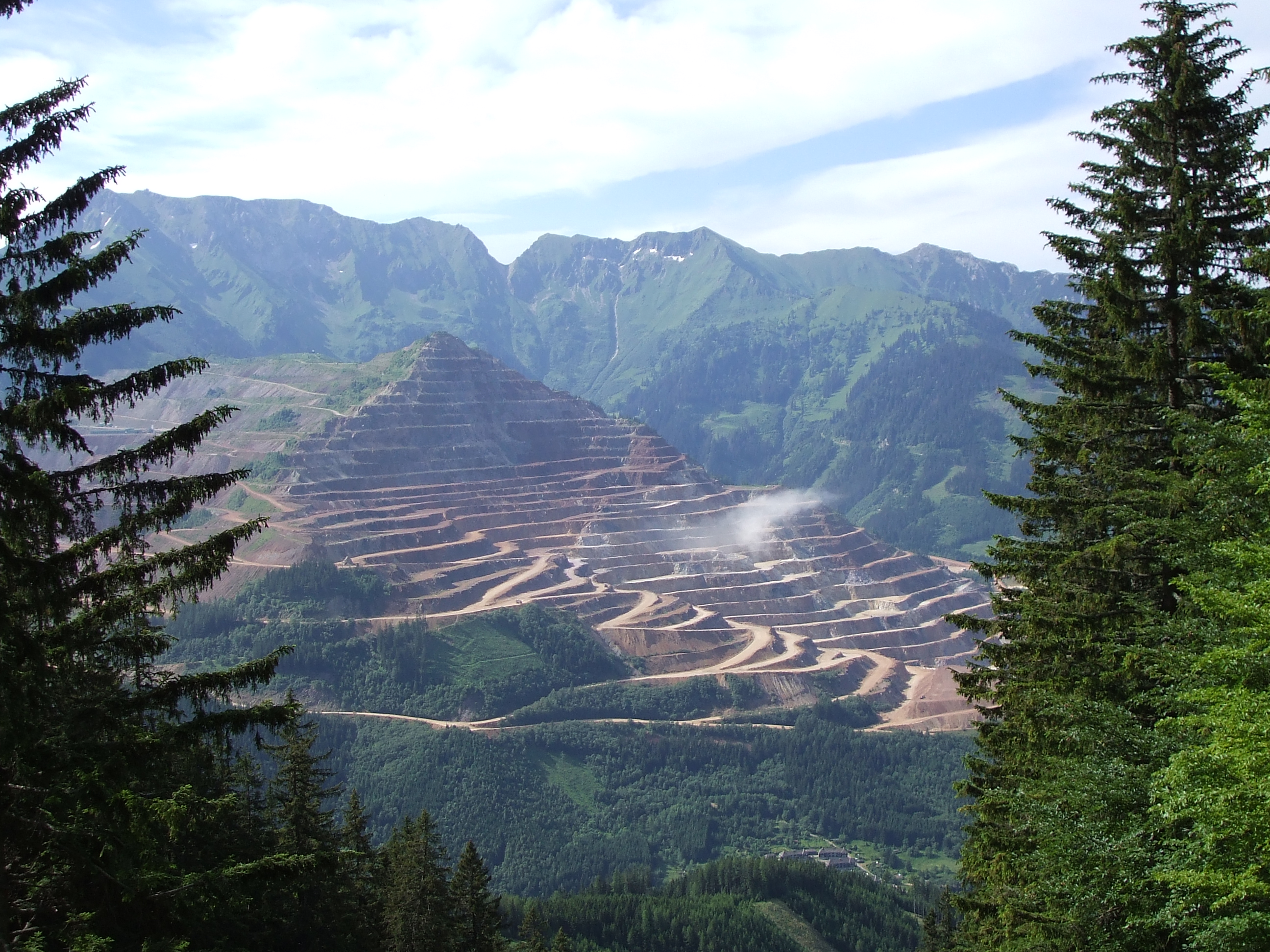
Mine de fer de l'Erzberg. L'artificialisation par le développement minier est l'une des causes étudiées de solastalgie au sein de populations autochtones qui voient ainsi rapidement disparaitre des territoires ancestraux de chasse et de vie.

Depuis le début du XXIe siècle, des voix s'élèvent, notamment dans les pays anglo-saxons et parmi les gens qui étudient l'anthropocène et la relation homme-nature (Glenn Albrecht, Ashlee Cunsolo, Neville Ellis, Clive Hamilton, Jane Bennett, Karen Barad, Naomi Klein, Roy Scranton et en France au sein de l'Institut Momentum Pablo Servigne[réf. incomplète], Yves Cochet, Raphaël Stevens...), pour notamment alerter sur les conséquences sociopsychologiques, actuelles et à venir, des dégradations environnementales locales et globales. Depuis 2015, des chercheurs comme Joseph Reser (chercheur australien en psychologie environnementale) réorientent leurs travaux vers l'étude des conséquences psychologiques des grands changements environnementaux.
Pour mieux comprendre comment l'arrivée de la « collapsologie » suscite une prise de conscience qui peut induire chez les individus (et dans la société) des jeux complexes et parfois évolutifs entre désemparement et volonté ou capacités à (ré)agir, des sociologues et philosophes comme Laurence Allard, Alexandre Monnin et Cyprien Tasset appellent « à documenter empiriquement ce que fait l’effondrement, et ce qu’en font celles et ceux à qui cette idée « fait » quelque chose. En effet, l’effondrisme pose la question des façons de se positionner non pas uniquement par rapport à une théorie, mais également par rapport à des expériences individuelles et collectives ».
La solastalgie comprend un profond sentiment de détresse. Ce sentiment apparaît souvent en lien direct avec un lieu, un paysage (celui de l'enfance, un paysage que l'on s'est approprié, le territoire d'une tribu autochtone, territoire souvent jusqu'alors considéré comme patrimoine commun, voire universel et bien commun, etc.), ou une vision générale de la nature. Ainsi le Pr Ashlee Cunsolo (université Memorial) constate que les Inuits du Labrador expriment un « profond regret » à la suite de la perte de territoires de chasse et de vie historiquement occupés dans le nord du Canada, en raison de la fonte des glaces.
Le sentiment de solastalgie intègre donc des aspects environnementaux mais aussi sociaux, culturels, spatiaux et temporels (du passé au futur). Là où la nostalgie naît d’un regret d’un passé (éventuellement idéalisé), la solastalgie est une sorte d'équivalent pour le futur ; le regret d’un futur environnemental (meilleur ou moins dégradé que la situation actuelle) qui ne pourra advenir, engendrant éventuellement une culpabilité, ou un désespoir (éventuellement lié au sentiment de déni de la part de la société qui semble refuser de voir la destruction de cet avenir). Elle est considérée par le psychologue Jean-Baptiste Desveaux comme « une angoisse adestinale, celle de vivre sans futur, de ne pas avoir d’avenir. [Ces angoisses] induisent une altération du sentiment d’envisager l’existence pouvant faire bifurquer les trajectoires de vie. L’investissement libidinal de la vie, la sienne ou celle des autres, qui se voit assignée à une fin prématurée, se trouve modifié, générant une remise en jeu de l’ensemble des investissements objectaux. »
Selon Askland et Bunn (2018), il ne s’agit « pas simplement d’une détresse psychologique autocentrée sur l'acteur, mais plutôt d’une préoccupation ontologique. La détresse solastalgique réside dans la connexion entre l'acteur et ses réalités. La solastalgie doit être considérée comme une « anxiété ontologique » plus profonde ». Selon Desveaux, « N’ayant pas de forme pour les contenir, ces angoisses contaminent non seulement les liens du sujet avec son environnement relationnel (familial et social) mais aussi ses relations envers l’ensemble du monde et des objets du monde, elles sont ainsi susceptibles d’envahir tous les espaces du monde interne du sujet et génèrent ainsi un état « d’insécurité ontologique ». ». Elle naît d’une « dissonance » environnementale (spatiale et temporelle) et sous-tend une anxiété ontologique. Les sentiments de changement et de perte probablement irréversible et grave qui en résultent sont liés à « des questions de pouvoir et de dépossession dépassant le cadre biophysique » (l’individu a le sentiment d’avoir perdu le pouvoir d’agir respectueusement de son environnement, il en est dépossédé pour le présent, mais aussi pour le futur et celui donc des générations futures ; Askland et Bunn (2018) affirment « que la détresse liée au lieu doit être comprise comme un traumatisme ontologique, en tant que fabrication du lieu, de l'appartenance et des relations sociales enchâssées dans la perturbation du sentiment permanent d'association avec le domicile ». Elle résulte de la perte de « moyens non seulement de faire le lien avec le passé, mais aussi d’imaginer l’avenir ».
La solastalgie naît de constats concrets et d'études scientifiques, mais certains comme N. Elder (2019) y voient aussi une dimension importante de « prémonition », renforcée par des signes de plus en plus évidents de changements globaux tels que les incendies de forêt anormalement fréquents et/ou importants en 2018 en Californie, Russie ou Australie ou Suède (où trois « méga-incendies » ont touché le centre du pays en été, sur environ 25 000 hectares, ce qui a justifié un appel à l'aide international, et c'est « quelques mois après ces incendies que Greta Thunberg, 15 ans, a commencé sa grève scolaire devant le Parlement suédois à Stockholm, consternée par le niveau d'inertie des adultes et des politiciens »). Un an plus tard (2019) une étude montrait un véritable effondrement généralisé de la biodiversité dans toutes les prairies et forêts d'Allemagne.
Les scientifiques qui observent le climat et l'effondrement de la biodiversité, les prospectivistes qui travaillent dans ces domaines, ceux qui définissent avec une précision croissante les comptes à rebours dans les domaines du climat et de la biodiversité sont dans une situation particulière de vulnérabilité à la solastalgie, de même que les sociologues ou ethnologues qui font du terrain dans les régions et les populations déjà fortement touchées. Ils sont en effet aux premières loges, depuis plusieurs dizaines d'années — depuis le rapport du Club de Rome Les Limites à la croissance au moins. Ils sont souvent émotionnellement épuisés, certains devant faire appel à « une thérapie professionnelle pour naviguer sur le terrain oppressif dans lequel leur travail est systématiquement ignoré ou rejeté ou miné ou même attaqué par des groupes d'intérêts spéciaux et des médias et des dirigeants conservateurs ». Mi-2019, pour David Corn (journaliste), leur situation ressemble souvent à celle du personnage de Sarah Connor, qui dans les films de la série Terminator a connaissance d'une catastrophe imminente, mais qui doit lutter pour fonctionner dans un monde qui ne comprend pas ce qui arrive et, pire, qui ignore en grande partie les avertissements lancés par ceux qui comprennent.

## Formes cliniques du syndrome, symptômes
Il existe un consensus sur le fait que des événements d'une ampleur telle qu'une dégradation rapide du climat et/ou de la biodiversité peuvent entraîner un trouble de type trouble de stress post-traumatique (TSPT) que d'autres pour cette circonstance ont renommé stress pré-traumatique, un trouble dépressif majeur (TDM), de l'anxiété et un réel traumatisme. La solastalgie inclut un sentiment particulier de tristesse et de regret pour un environnement futur désiré ou souhaitable dont on pense qu'il ne pourra avoir lieu, qualifé d’« ecological grief » par les anglophones, notion qui pourrait être littéralement traduite par « chagrin écologique ». Janet Lewis insiste sur le fait qu'un stress grave induit par un traumatisme perdure plus longtemps sous forme de stress post-traumatique quand il a une cause humaine, que lorsque cette cause est naturelle. Or, les crises climatiques et de la biodiversité ont des causes humaines.
Selon Alice Desbiolles, médecin en santé publique spécialisée en santé environnementale, « la solastalgie est polymorphe : elle peut prendre de nombreuses formes cliniques (de l’insomnie à l’angoisse, voire à la dépression) et avoir des origines variées selon les sujets qui touchent les individus. (...) La solastalgie affecte les individus conscients qu’ « il n'y a pas de planète B. (...) Cette absence d’alternative peut se traduire par une souffrance morale, qui ressemble à s’y méprendre à la nostalgie ou à la mélancolie qu’un individu ressent en quittant le foyer aimé. » Selon le docteur en psychologie clinique Jean-Baptiste Desveaux, « Dans le cas des éco-angoisses [...] nous nous trouvons dans une situation transnosographique, car elles peuvent concerner tout individu. ».
Selon la doctorante en psychologie sociale Christina Popescu dont la recherche porte sur l'éco-anxiété, celle-ci peut constituer un moteur pour agir contre sa propre paralysie, collectivement ou individuellement, sous forme d'un engagement social[source insuffisante].

## Émergence et prise de conscience du problème
Le philosophe environnemental Glenn Albrecht, qui est à l'origine de la création du concept de la solastalgie, a d'abord pris conscience du problème lorsque les résidents de la région de Upper Hunter, en Australie, ont fait appel à lui en raison de la situation environnementale de leur territoire. Ceux-ci étaient préoccupés par la pollution que produisaient les compagnies d’extraction de charbon à ciel ouvert. En 2003, Albrecht a alors conduit une étude afin d’observer les manifestations émotionnelles de la solastalgie à travers la population de cette même région, qu'il a pour partie reproduite dans son article introduisant le concept de solastalgie, en 2005.

### Australie
En Australie (où le concept de solastalgie est né), une étude quantitative publiée en 2010 et menée sur des Australiens, « dont la moitié vivaient en zone urbaine, a documenté une détresse importante face au changement climatique, en particulier chez les femmes et les adultes âgés de 35 ans et moins ».

### États-Unis
Aux États-Unis, où les tensions sont fortes entre les personnes sensibles à l'environnement planétaire et les acteurs du déni de la gravité du changement climatique et de l'effondrement de la biodiversité, la solastalgie semble être un nouveau mal du siècle. Elle n’est pas présente dans le plus récent Manuel diagnostique et statistique des troubles mentaux, le DSM-5. Cependant, la solastalgie est reconnue depuis 2017 par l’Association américaine de psychologie comme étant un trouble mental.
À titre d'exemple, une enquête s'intéressant aux habitants de la région des Grands Lacs a montré que le changement et la dégradation de l'environnement naturel induisent une forte préoccupation pour l'environnement et un effet de « deuil » conduisant à un moindre engagement et à une apparente apathie (mais qui n'est pas réelle). Selon l'auteur, « ce phénomène de repli en réponse à des sentiments difficiles face aux changements environnementaux peut masquer la prévalence réelle de la détresse liée au climat ».
L'ONG Climate Psychiatry Alliance, créée autour de Lise Van Susteren (en), réunit des psychiatres soucieux de l'avenir du climat et qui désirent se former sur le sujet afin d'aider au mieux des patients victimes de solastalgie ou de stress d'acculturation induite par une obligation de migrer.

### Canada
Au Québec, une étude de l’Université de Sherbrooke auprès de plus de 10 000 personnes a permis de mesurer l’impact sur la santé humaine qu’exerce la dégradation de l’environnement. Les résultats démontrent qu’au Québec, en moyenne six personnes sur dix ressentent de l’éco-anxiété. La classe d’âge de 18 à 24 ans est la plus touchée. C’est la première fois qu’une représentation est constatée sur un gros échantillon. Le constat final de cette recherche est que plus de la moitié de la population se sent prête à apporter des changements à son mode de vie afin de faire sa part pour la lutte contre les changements climatiques. Il est également constaté que la pandémie n’a pas mis de côté la préoccupation des jeunes Québécois. L’inverse est même constaté, ceux-ci sont plus inquiets que jamais face au problème, car les répercussions de la Covid-19 affecteront leur futur.

### Europe
En Europe, le sujet ne semble commencer à se médiatiser qu'à partir du milieu des années 2010. Un rapport du Conseil des académies des sciences européennes (Easac), publié en juin 2019, sur les risques sanitaires posés par le dérèglement climatique en matière de santé mentale a conclu que ces effets s’accélèrent et touchent de manière disproportionnée les plus marginalisés. Cette souffrance morale est encore à la fois peu connue et peu reconnue, notamment des professionnels de santé. Nul chiffre officiel n’existe quant au nombre de personnes atteintes. Outre ces effets directs, d'autres réactions, allant du désespoir à la colère émergent face à l'absence de réactions à la mesure des crises combinés du climat, de la biodiversité et de l'économie.

#### France, Suisse et Belgique
En France, Suisse et Belgique, le sujet est clairement présenté au milieu des années 2010 par Pablo Servigne et Raphaël Stevens dans leur ouvrage Comment tout peut s'effondrer puis dans leurs autres ouvrages, conférences, vidéos, interviews, mais il semble n'émerger dans les grands médias généralistes qu'en 2019. Le journal français Libération présente ainsi l’éco-anxiété comme une « climato-dépression ») ; Le Monde évoque quant à lui une directrice commerciale quadragénaire, sensible au futur de la planète, qui plonge dans une dépression après avoir appris par un sondage qu'environ les deux tiers de ses compatriotes accordaient plus d’importance au pouvoir d’achat qu’à la transition écologique ; ou encore, la jeune suédoise Greta Thunberg, à 11 ans, a vécu une dépression après avoir vu un documentaire sur les ours polaires, avant de décider d'agir par ses propres moyens.
Pourtant, des médecins et psychologues travaillaient déjà sur le sujet. Ainsi du Dr Alice Desbiolles,. En 2019, la revue Sciences humaines fait, elle, appel au philosophe français Baptiste Morizot et à notre condition « face aux métamorphoses dues au changement climatique. La solastalgie, c’est un « mal du pays sans exil ». La nature est en mutation ; on ne reconnaît plus le paysage où l’on a grandi, on est dépossédé de son environnement. L’humain est désormais « plus stable que son milieu », des espèces animales et végétales sont en danger, les saisons bouleversées ».
Le psychothérapeute Jean-Pierre le Danff s'était pourtant déjà spécialisé dans ce domaine depuis 2009 environ, en insistant sur les différences qui existent entre l'éco-anxiété et la dépression ou l'anxiété : les personnes sensibles à l’environnement ne ressentent pas que de l’anxiété précise-t-il : « elles ressentent aussi de la tristesse et de la colère. Et surtout, beaucoup sont encore dans le déni », ce pourquoi il préfère « utiliser l’expression « souffrance écologique », qui se rapproche de la solastalgie ».
La psychothérapeute Charline Schmerber (auteur d'une enquête sur la solastalgie et s’appuyant sur la facilitation graphique[source secondaire nécessaire]) note qu'avant 2019, le sujet a été très peu traité en France par la littérature scientifique. Elle préfère le mot solastalgie à celui d'écoanxiété, car le patient n'est pas nécessairement anxieux, mais il ressent plutôt de la colère, de l'impuissance, de la tristesse ou de la culpabilité.
En 2019, selon Brigitte Asselineau (présidente de la Fédération française de psychothérapie et psychanalyse), il s'agit d'un état psychologique de plus en plus fréquent : « Nous avons de plus en plus de demandes, surtout des jeunes adultes. Souvent, ils ne viennent pas en thérapie à cause de cela. C’est en creusant que l’on découvre l’origine de leurs maux ».

### Dans la littérature scientifique
Pour mieux définir le concept de solastalgie ou ses évolutions récentes et pour « identifier les priorités pour les recherches futures », une étude publiée en 2019 a analysé quinze ans de littérature scientifique ayant porté sur le sujet, à partir de quatre questions : (1) Comment la solastalgie est-elle conceptualisée et appliquée dans la littérature ? (2) Comment la solastalgie est-elle vécue et mesurée dans la littérature ? (3) Comment la « place » est-elle comprise dans la littérature sur la solastalgie ? et (4) La littérature actuelle sur la solastalgie est-elle en prise avec les visions du monde et les expériences des peuples autochtones ? Les auteurs concluent que tout en affinant les fondements théoriques du sujet, il faudrait « couvrir, avec des méthodes plus étendues, une plus grande diversité de personnes et de lieux » concernés par ce sujet. Selon eux, les liens entre l'évolution des paysages et la solastalgie appellent à « mieux comprendre le vécu des peuples autochtones de la transformation et de la dégradation du paysage dans le contexte de traumatismes historiques ».

### Dans le droit
En Australie, un procès intenté par une communauté (Bulga Milbrodale Progress Association) contre un projet minier de Rio Tinto a été remporté par la communauté en 2013, avec l’aide de Glenn A. Roberts comme expert-témoin, sur la base d'une reconnaissance par le juge d'un impact trop important en matière de pollution et de solastalgie. Malgré cela, le projet ayant l'aval du gouvernement, celui-ci a fait voter une nouvelle loi qui a permis à Rio Tinto de mettre son projet à exécution.

### En santé publique
« L'impact délétère du changement climatique commence maintenant à être étudié conjointement avec la santé mentale. À l'instar des maladies physiologiques, une mauvaise santé mentale est considérablement plus difficile à relier au changement climatique, car elle est le résultat de voies de causalité complexe pouvant inclure la famine, la guerre et les migrations massives »,.
En 2018, une métaétude portant sur 60 études différentes et publiée dans la revue Science établit un lien entre canicules et augmentation de la violence : un degré d'écart à la normale saisonnière fait que la fréquence des violences déclarées entre personnes croît de 4 %, pendant que celle entre les groupes s’accroît de 14 % (méta-analyse reposant sur 60 études différentes). Les auteurs craignent que dans un futur proche, le changement climatique puisse fortement amplifier les conflits humains et les taux de suicide (l'économiste Marshall Burke a estimé qu'au vu des températures prévues des années 2010 jusqu'en 2050, 21 000 suicides supplémentaires pourraient survenir aux États-Unis et au Mexique).
En 2015, deux chercheurs (Guerrero-Bosagna et Jensen) rappellent que de tels niveau de stress sont associés à des effets épigénétiques (transmis sur plusieurs générations, comme on en observe lors des guerres ou grandes catastrophes naturelles.

## Populations vulnérables
Toute personne vivant sur un territoire sujet à un changement envahissant, comme la déforestation, pourrait ressentir de la solastalgie. Plus généralement, toutes les populations dont l'environnement pourrait être détruit par des catastrophes naturelles ou par l'humain lui-même, soit par la guerre, soit par l'exploitation de ressources naturelles, risquent davantage de connaître ce sentiment. Certaines populations y sont plus vulnérables[réf. nécessaire].
Par exemple, certaines études ont découvert qu'après une inondation, les victimes ont ressenti de la détresse psychologique durant plusieurs années. D'autres chercheurs ont noté qu'après qu'une ville a été endommagée par des tornades, les résidents ont éprouvé une « douleur émotionnelle » et étaient désorientés. Ainsi, les populations habitant une région plus propice aux catastrophes naturelles sont davantage vulnérables[réf. nécessaire] à la solastalgie.

### Peuples autochtones
Selon l'auteur Glenn Albrecht, les peuples autochtones risquent davantage d'éprouver la solastalgie puisqu'ils ont assisté et assistent encore à la destruction de leurs terres et de leur culture. Son étude s'intéresse aux liens entre les divers problèmes sociaux de ces communautés et la perte de leur culture et de leur environnement de support.

#### Inuits
Les Inuits se trouvent dans les régions nordiques du Canada. Puisqu'ils pratiquent encore les activités traditionnelles comme la pêche et la chasse, leur mode de vie est menacé par le réchauffement climatique. Ces changements dans leur environnement peuvent avoir des conséquences négatives sur leur santé mentale . Les répercussions qu’occasionne le réchauffement climatique sur les glaciers ont une conséquence directe sur la perception des Inuits de leur identité et provoquent également plusieurs sentiments négatifs, tels que la peur, l’anxiété, la détresse et la frustration, conséquences directement liées à la solastalgie,.

### Populations de 16-25 ans
Selon une étude portant sur une dizaine de pays, réalisée en 2021 auprès de 10.000 personnes ayant un âge compris en 16 et 25 ans, près de 60 % des interrogés souffriraient de solastalgie.

## Manifestations en Amérique du Nord

### Canada
Au Canada, les effets de la solastalgie ne se font pas moins ressentir. Les températures s'y élèvent en effet deux fois plus vite que la moyenne mondiale,. Les causes de l'éco-anxiété peuvent prendre la forme de l'instabilité, de l'insécurité ou des problèmes de santé physiques divers. Ainsi de problèmes respiratoires, dus à la pollution de l'air provenant des feux de forêt. Les vagues de chaleur sont de plus en plus meurtrières et causent plus de cas d'insolation. Ces nombreux changements dans l'environnement du peuple canadien, comme les inondations, les feux de forêt et autres phénomènes météorologiques intenses, s'accompagnent des caractéristiques du trouble post-traumatiques et de l'anxiété.

### États-Unis
Aux États-Unis, de même qu'au Canada, de nombreux effets sont ressentis par la population américaine. Les conséquences de l'éco-anxiété et de la solastalgie sur la santé mentale sont en grands nombres : troubles tels le trauma, le choc, la dépression et l'abus de substances ; problèmes de santé psychologique, tels que le suicide, la hausse de l'agressivité et de la violence ; effets de déficit, par exemple la perte d'autonomie, de contrôle, de la personnalité en plus de l'identité. Plusieurs émotions peuvent survenir après des catastrophes naturelles, comme le sentiment de la peur, de l'impuissance ou de la fatalité.

## Remèdes, pistes de solutions

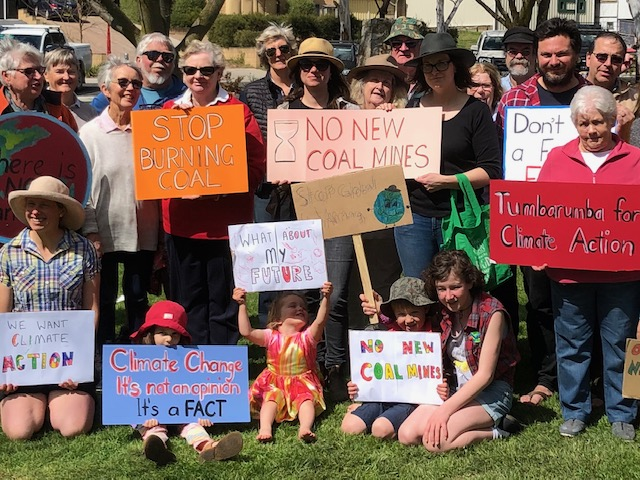
Selon les psychologues qui étudient la solastalgie, agir pour protéger l'environnement est l'un des moyens de supporter cette prise de conscience. Ici (septembre 2019 à Tumbarumba en Australie), une communauté locale montre par une grève scolaire et des manifestations son opposition à l'exploitation du charbon en Australie.

La plupart des auteurs ayant travaillé sur le sujet notent qu'une fois passé les stades du déni, du deuil et de la colère, la solastalgie peut aussi déclencher un sain refus d'accepter le sort d'un chemin délétère (pour soi, l'humanité et la biodiversité). Nous pouvons alors enclencher un processus de lutte pour la restauration protection et préservation durable la planète, « non pas parce que nous sommes susceptibles de gagner, mais pour le bien de notre propre intégrité. Nous gagnons de ce que nous donnons » précise Robert F. Sommer (2019).
Agir avec des pairs est salutaire pour lutter contre le stress chronique induit par prise de l'ampleur et de l'accélérétion de la dégradation de l'environnement (parfois qualifiée d'écocide). Pour les psychologues Clayton (et ses collègues) en 2017, et Lertzman en 2013, le fait de voir d'autres personnes activement engagées dans la lutte contre le changement climatique peut atténuer ce risque. D'autres solutions proposées pour mieux supporter ce type de stress chronique sont par exemple « l'amélioration des liens sociaux, la reconnaissance de l'anxiété et d'autres sentiments difficiles, la reconnexion à la nature et la recherche de moyens créatifs pour se réengager ».
Le gouvernement du Canada tente de faire des actions pour diminuer ses émissions de gaz à effet de serre en promettant de se débarrasser de son énergie fossile au charbon d'ici 2030, ce qui devrait diminuer la pollution de l'air et ses effets nocifs sur la santé. Le guide alimentaire canadien a été modifié aussi dans le sens à diminuer l'empreinte carbone des Canadiens et Canadiennes en mettant de l'avant l'alimentation à base de plantes, ce qui a pour but de diminuer les émissions de G.E.S. provenant de la production de viande.
De nombreuses solutions s'offrent aux individus touchés par les effets négatifs de l'éco-anxiété. Le conseil de base est de se guérir par la résilience pour grandir face à des expériences qui peuvent être traumatiques. D'autres conseils seraient de croire aux différents bienfaits de la résilience, de cultiver l'optimisme, d'être proactif au sein de l'équilibre personnel individuel, de se faire une préparation au plan mental et personnel. Il faut se supporter par des cercles sociaux, reconnecter avec la famille, encourager la connexion avec la Terre et maintenir la connexion avec la culture. Le fait de se déplacer physiquement soit par la marche ou le vélo peut promouvoir le bien-être, une bonne santé mentale et physique. Se déplacer en transports en commun améliore la santé mentale de la communauté. Les espaces verts tels que les parcs et les corridors verts aident à diminuer les stresseurs. Plus de temps dans la nature est prouvé comme diminuant les niveaux de stress.
Selon Alice Desbiolles, médecin de santé publique spécialisée en santé environnementale, parmi les solutions pouvant pallier l'angoisse solastalgique, l'individu peut par exemple entrer dans une logique zéro déchet, consommer moins de viande et de poisson, limiter ses déplacements (notamment en avion) et manger bio, l'agriculture biologique étant réputée moins recourir aux pesticides. D'une façon plus collective, on peut se joindre aux marches pour le climat, soutenir ou participer à une association, ou signer des pétitions en ligne à vocation écologique. Elle propose également des techniques de lâcher-prise et une réappropriation des bienfaits de la nature sur la santé et le bien-être.
Des artistes cherchent aussi à explorer ce concept ou du sentiment de solastalgie. Par exemple, Anselm Kiefer, Jeff Mincham, Abbas Akhavan, Zina Swanson, Fiona Hall et Hayden Fowler en Australie en 2019. Eric Filion (2019) estime que la solastalgie « engendre un état particulier d’attention » et est une émotion que l'on peut reproduire (ou provoquer) via des environnements virtuels immersifs (prototypes de réalité virtuelle). Il fait de cet outil une œuvre artistique de recherche-création transposant des émotions ou angoisses vécues dans le monde réel. Son projet consiste à « présenter un espace immersif permettant de visualiser un problème psychologique lié à une angoisse ressentie face à notre capacité d'adaptation environnementale ».
En 2018, Glenn Albrecht (inventeur du concept de solastalgie) estime qu'un changement de paradigme est nécessaire et urgent dans la relation Homme-Nature. En écho au concept de « symbiosphère » (proposé par James Lovelock), il propose d'entrer dans une ère nouvelle, qu'il nomme « Symbiocène » et qu'il présente comme un « antidote à l'Anthropocène ». Il précise qu'alors (dans ce Symbiocène) le patrimoine deviendra « une expérience ironique et insaisissable » car « la réunification complète des pratiques humaines avec les systèmes de maintien de la vie ne produira pratiquement aucune signature distinctive sur Terre pouvant être mise en valeur comme patrimoine exclusivement « humain » ».
Le philosophe Samuel Scheffler (en) a fait valoir que si l'on nous disait que l'humanité s'éteindrait immédiatement après notre propre mort — mais sans affecter la qualité ou la durée de notre vie —, nous serions abattus et notre vie perdrait tout son sens. Les gens se soucient donc des autres et des générations futures. Si certains inspirent quelques autres personnes à mener une vie plus verte, elles peuvent, à leur tour, en inspirer d'autres — et ainsi de suite.
La journaliste Laure Noualhat observe que l'action est « le meilleur anxiolytique ». La docteure en psychiatrie Célie Massini ajoute qu'il faut également mettre en cohérence son quotidien avec ses idées écologiques pour provoquer une sentiment rassurant d'avancement vers une direction qui nous semble bonne.

## Critiques
Selon le médecin Bertrand Kiefer, l'éco-anxiété est une réalité, notamment causée par le déni et l'absence d'action efficace des autorités face à la crise écologique et l'urgence climatique. Cependant, il critique le fait que médicaliser l’éco-anxiété suggère que l’insensibilité serait donc la norme. Selon lui, « sur un plan nosologique, l’anxiété devant une nature en effondrement et un avenir hypothéqué est une réaction saine » et c'est plutôt l'« éco-indifférence » qui devrait entrer dans la classification des troubles psychiatriques.

#### Ouvrages
- Laure Noualhat, Comment rester écolo sans finir dépressif, éditions Tana, 2020.
- (en) Derek Gladwin, « Solastalgia and the environmental humanities », dans Ecological Exile, 2018, p. 40-64.
- (en) Glenn Albrecht, Earth Emotions - New Words for a New World, Cornell University Press, 2019.
- (de) Glenn Albrecht, « Solastalgie: Heimweh in der Heimat » dans Vom Sinn der Heimat: Bindung, Wandel, Verlust, Gestaltung, Hintergründe für die Bildungsarbeit, 47, 2014 (lire en ligne).
- (en) Glenn Albrecht, The Age of Solastalgia, 2012.

#### Presse et revues
- (en) « Young People Are Experiencing Widespread Anxiety About Climate Inaction, Study Finds », Yale Environment 360, 14 septembre 2021.
- Baptiste Morizot, « Ce mal du pays sans exil. Les effets du mauvais temps qui vient », Critique, vol. 1, nos 860-861,‎ 2019, p. 166-181 (résumé).
- « Nous entrons dans l'ère de la solastalgie », 9 octobre 2018, sur meanwhile-mag.com.
- (en) Nick Watts, Markus Amann, Sonja Ayeb-Karlsson et Kristine Belesova, « The Lancet Countdown on health and climate change: from 25 years of inaction to a global transformation for public health », The Lancet, vol. 391, no 10120,‎ février 2018, p. 581-630 (DOI 10.1016/S0140-6736(17)32464-9, lire en ligne [PDF], consulté le 12 juillet 2022).
- (en) Glenn Albrecht, « Solastalgia: The Distress Caused by Environmental Change », février 2007.
- (en) Glenn Albrecht, « Solastalgia: A new concept in human health and identity », Nature, no 3, 2005.
- (en) A.J. McMichael et E. Lindgren, « Climate change: present and future risks to health, and necessary responses », Journal of Internal Medicine, 270, 2011, p. 401-413.
- (en) Richards E.P « The Societal Impacts of Climate Anomalies During the Past 50,000 Years and their Implications for Solastalgia and Adaptation to Future Climate Change », Hous. J. Health L. & Pol'y, 18, 2018, p. 131 (lire en ligne).

### Dossier
- Marie-Adélaïde Scigacz, « Quand le changement climatique attaque la santé mentale : et si votre dépression était de l'éco-anxiété ? », sur francetvinfo.fr, avec Gwen de Bonneval, auteur de bande dessinée, Nathalie Dominguez, psychanalyste, Véronique Lapaige, psychiatre, chercheuse, auteure de La Santé publique globalisée, mars 2019.

### Entretien
- « "Solastalgie" : quand la peur de l'effondrement rend malade », sur mrmondialisation.org.